# Abdullah Al-Junaibi
Abdullah Al-Junaibi (Arabic:عبد الله الجنيبي) (sinh ngày 14 tháng 6 năm 1988) là một cầu thủ bóng đá người Các Tiểu vương quốc Ả Rập Thống nhất. Hiện tại anh thi đấu cho Al-Wasl.